# Franz Paula von Schrank
Franz Paula von Schrank (Vornbach am Inn, 21 agosto 1747 – Monaco di Baviera, 22 dicembre 1835) è stato un botanico ed entomologo tedesco.
Schrank fu il primo direttore dei Giardini Botanici di Monaco di Baviera tra il 1809 e il 1832.
Cominciò a frequentare il collegio gesuita di Passavia a nove anni e a quindici entrò nella Compagnia di Gesù. Trascorse il primo anno del suo noviziato a Vienna ed il secondo a Ödenburg (oggi la città di Sopron in Ungheria), dove seguì i corsi di un missionario di ritorno dal Brasile, che lo portò ad interessarsi alla Storia naturale. Studiò in seguito a Raab, a Tyrnau (oggi Trnava in Slovacchia) ed a Vienna.
Iniziò ad insegnare al collegio di Linz a partire dal 1769. Dopo la soppressione del suo ordine, si spostò a Passau, dove venne ordinato sacerdote nel dicembre 1774 ed ottenne il dottorato in teologia nel 1776 a Vienna.
Nel 1776, pubblicò Beiträge zur Naturgeschichte e venne nominato professore di matematica e fisica all'Università di Amberg, ed in seguito professore di retorica a Burghausen. Nel 1784, diventò professore di Eloquenza prima di insegnare Botanica Economica ed Economia Agraria all'università di Ingolstadt, ed infine diventare consigliere ecclesiastico a Landshut. Nel 1809, l'Accademia delle Scienze di Monaco lo elesse come membro, a condizione che si assumesse la direzione del giardino botanico della città, allora di recente fondazione, incarico che portò fino al 1832.
La sua opera principale rimane certamente Flora monacensis (Monaco, 1811-1820). In Plantæ rariores horti academici Monacensis descriptæ ed iconibus illustratæ (1819), descrive le piante coltivate nel giardino di Monaco. Studia anche gli insetti, la fisiologia delle piante e dei funghi, come pure il movimento dei protozoi infusori.
Nella nomenclatura tassonomica, l'abbreviazione standard "Schrank" viene applicata ai taxa che descrisse nelle sue opere.
Il genere botanico Schrankia Willd venne pubblicato dopo la sua morte.
| Schrank è l'abbreviazione standard utilizzata per le piante descritte da Franz Paula von Schrank. Consulta l'elenco delle piante assegnate a questo autore dall'IPNI. |

| Schrank è l'abbreviazione standard utilizzata per le specie animali descritte da Franz Paula von Schrank. Categoria:Taxa classificati da Franz Paula von Schrank |

## Opere
Franz von Paula Schrank fu autore di una grande quantità di opere, tra cui si segnalano:
- Beiträge zur Naturgeschichte (Augsburg, 1776)
- Vorlesungen über die Art die Naturgeschichte zu studieren (Ratisbohn, 1780)
- Enumeratio insectorum Austriæ indigenorum (Wien, 1781)
- Anleitung die Naturgeschichte zu studieren (München, 1783)
- Naturhistorishce Briefe über Österreich, Salzburg, Passau und Berchtsgaden (gesammelte Werke, zusammen mit Karl Maria Erenbert Freiherr von Moll, Salzburg, 1784-1785)
- Anfangsgründe der Botanik (München, 1785)
- Baiersche Reise … (1786)
- Verzichniss der bisher hinlaneglich bekannten Eingeweidewürmer, nebts einer Abhandlungen über ihre Anverwandschaften (München, 1787)
- Bayerische Flora (München, 1789)
- Primitiæ floræ salisburgensis, cum dissertatione prævia de discrimine plantarum ab animalibus (Frankfurt, 1792)
- Abhandlungen einer Privatgesellschaft vom Naturforschern und Ökonomen in Oberteutschland (München, 1792)
- Anfangsgründe der Bergwerkskunde (Ingolstadt, 1793)
- Reise nach den südlichen Gebirgen von Bayern, in Hinsicht auf botanische und ökonomische Gegenstände (München, 1793)
- Flora monacensis (München, 1811-1820)
- Plantæ rariores horti academici Monacensis descriptæ et iconibus illustratæ (1819)
- Sammlung von Zierpflanzen (1819)